# Аймет, Рамис
Рамис Аймет (тат. Рәмис Аймәт, урожд. Рамис Киямович Айметов (тат. Рәмис Кыям улы Аймәтев); род. 4 октября 1968, Мочалей, Дрожжановский район, Татарская АССР, РСФСР, СССР) — советский и российский татарский поэт, журналист, переводчик. Заслуженный деятель искусств Республики Татарстан (2019). Лауреат Республиканской премии имени Мусы Джалиля (2017).
Из рабочей семьи. В 1993 году окончил Казанский государственный университет имени В. И. Ульянова-Ленина, после чего работал журналистом в ряде татарских изданий. В 1998—2002 годах был директором музея-квартиры Шарифа Камала, а в 2002—2013 годах — Литературного музея Габдуллы Тукая. Также в различное время занимал должность заместителя председателя Союза писателей Республики Татарстан (1995—1998, 2013—2021). На этих постах проявил себя умелым организатором музейного дела и литературной жизни в республике, активно высказывается по общественно-писательским вопросам. Как поэт издал пять сборников стихов, писать начал ещё в школе. По отзывам критики, поэзия Аймета отличается душевностью и чувственностью необычайных степеней, в своих стихах он проживает как свои собственные переживания, так и боль всего человечества. Будучи практически единственным представителем поколения татарских поэтов 1990-х годов, Аймет не лишён национального самосознания, напротив, он наследует от предшественников волнение за судьбы своего народа, не лишённое пессимизма. Выступает также как переводчик с турецкого языка, занимается любительским пением.

## Биография
Рамис Киямович Айметов родился 4 октября 1968 года в селе Мочалей Дрожжановского района Татарской АССР. Отец — Киям Зиятдинович (р. 1918), работал комбайнёром в колхозе; мать — Халима Шихмуратовна (р. 1924), служащая на заводе. Рамис был десятым ребёнком в семье. С детства мечтал стать певцом и хотел поступить в Казанское театральное училище, но под влиянием односельчанина Н. Хисамова склонился к татарской филологии. По-родственному близок Аймет был с поэтессой Л. Шагирзян, ставшей его наставником как в поэзии, так и в жизни.
После окончания средней школы в 1986 году переехал в Казань и поступил на отделение татарского языка и литературы филологического факультета Казанского государственного университета имени В. И. Ульянова-Ленина, который окончил в 1993 году. Во время учёбы занимался в литературном кружке «Әллүки» под руководством М. Магдеева, ходил в татарский хор и в танцевальный ансамбль «Каз канаты». Одновременно, в 1991—1993 годах работал заведующим отделом, корреспондентом и ответственным секретарём газеты «Мәгърифәт», а в 1993—1995 годах был заведующим отделом культуры газеты «Шәһри Казан». В 1995—1998 годах занимал должность заместителя председателя правления Союза писателей Республики Татарстан при Р. С. Мухамадиеве, не будучи ещё членом писательской организации. Членом Союза писателей РТ Аймет стал в 2001 году.
В 1998—2002 годах был директором музея-квартиры Шарифа Камала. На этом посту проявил себя умелым организатором, адаптировал музей к новым условиям, начал сотрудничать с молодыми поэтами, создал литературный клуб «Акчарлаклар», активно проводил литературные вечера и встречи писателей с читателями, ставшие одними из главных культурных событий города. В 2002—2013 годах являлся директором Литературного музея Габдуллы Тукая. Уделял большое внимание пропаганде творчества Тукая, благодаря активной деятельности Аймета и его широким контактам в Анкаре, Москве и Санкт-Петербурге прошли соответствующие выставки, а также был издан каталог мемориальной коллекции поэта из собрания Национального музея Республики Татарстан. Всегда открыто высказывал своё мнение, в том числе по вопросу состояния музейных дел, имел много планов, но когда они остались только на бумаге из-за бюрократии и отсутствия средств, Аймету, по собственным словам, стало скучно и пропало желание приходить на работу.
В 2013—2021 годах вновь работал заместителем председателя правления СП РТ при Р. Х. Курбанове и Д. Х. Салихове. Занимался приёмом новых членов, творческими вопросами, хорошо знал «внутреннюю кухню» организации и вёл всю документацию, однако во время административной работы несколько отошёл от творчества. В 2021 году выдвигался на пост председателя Союза писателей, но набрал 74 голоса и проиграл Р. Р. Зайдуллину, получившему 122 голоса. По некоторым оценкам, является интеллигентом и человеком с тонкой душой, имеет репутацию оппозиционера, принимал участие в съездах Всетатарского общественного центра, выступает в поддержку большего распространения татарского языка и популяризации родной литературы. В 2017 году стал лауреатом Республиканской премии имени Мусы Джалиля, а в 2019 году получил почётное звание заслуженного деятеля искусств Республики Татарстан. Живёт в Казани.
Является автором книг «Шомырт салкыннары» («Черёмуховые холода», 2000), «Айның аръягында» («По ту стороны Луны», 2005), «Бозлы җилкәннәр» («Ледяные паруса», 2016), «Син — минем җанымның яртысы» («Ты — моей души половина», 2018), «Мәңгелек сагыш» («Вечная печаль», 2023). Первые переводы стихов Аймета на русский язык появились в 1998 году в журнале «Идель». В дальнейшем, в 2016 году на русском языке вышел сборник «Свобода в неволе» в переводе Н. В. Переяслова и С. В. Малышева, а в 2017 году на турецком языке — «Tuzaktakı özgürlük» («Пламя в плену»). Сам занимается изучением турецкого языка, перевёл ряд произведений О. Вели на татарский. Также выступил переводчиком стихов Б. Л. Пастернака, А. А. Ахматовой, Р. Г. Гамзатова. Аймет является и одним из наиболее активных татарских поэтов-песенников, на его стихи создано более ста песен и романсов такими композиторами, как Р. Ахиярова, Л. Батыр-Булгари, Ф. Хатипов, З. Хайрутдинов, У. Рашитов. Сам также увлекается пением, исполняет эстрадные песни и романсы.

## Очерк творчества

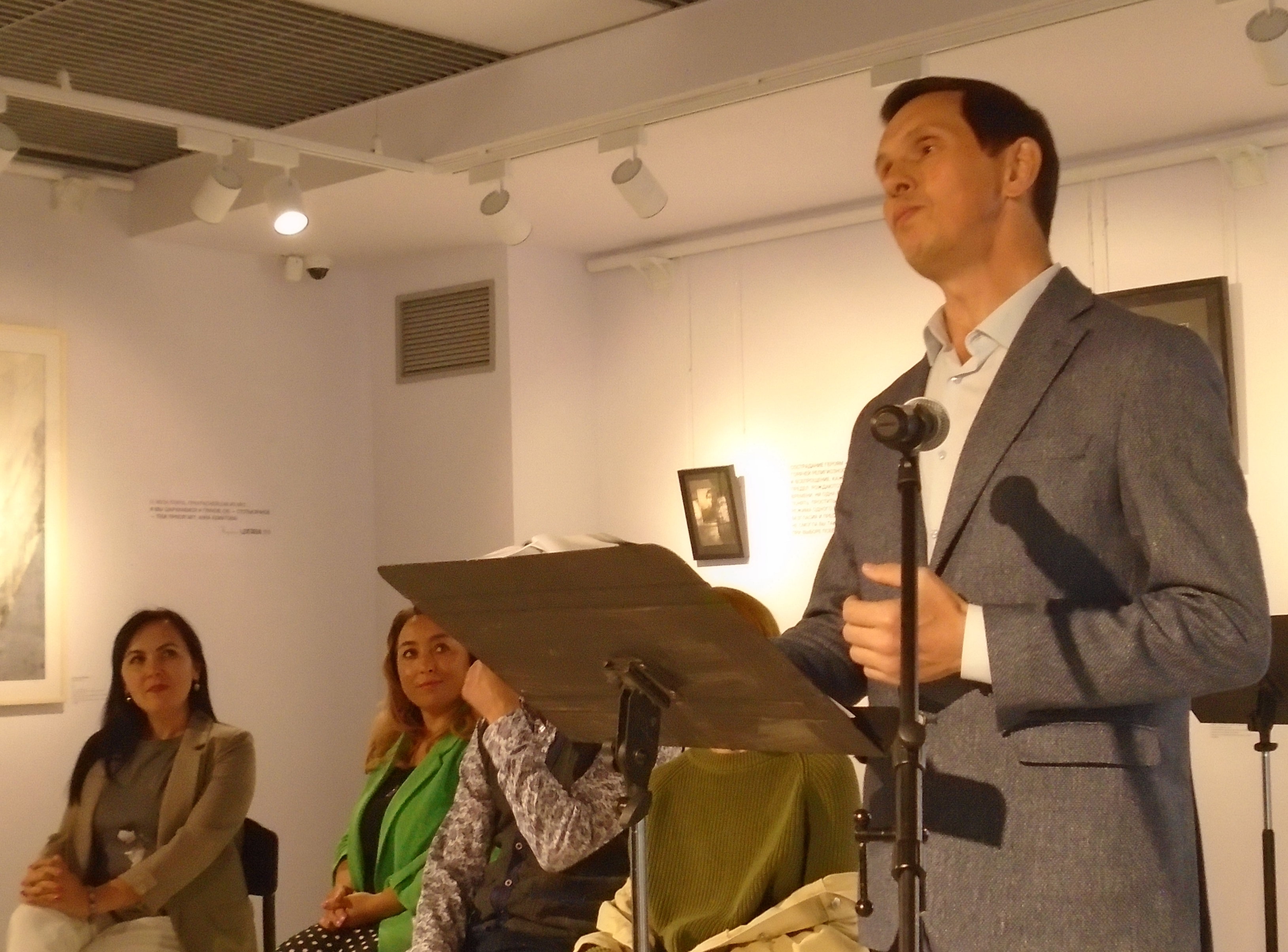
Рамис Аймет на выступлении, 2023 год

Поэзией Аймет начал увлекаться ещё в школе, первые стихи того времени были напечатаны в районной прессе, в журнале «Ялкын» и газете «Яшь ленинчы», несколько лет подряд он также побеждал в поэтических конкурсах. Во время учёбы в университете продолжил заниматься поэтическим творчеством, стал публиковаться в республиканской ежедневной печати, в таких престижных журналах, как «Казан утлары» и «Идель», показав себя многообещающим литератором. Значительное влияние на формирование творчества Аймета оказали А. А. Ахматова, З. Н. Гиппиус, С. А. Есенин, а также А. Рембо, П. Верлен, Г. Мистраль, Р. Альберти. Принадлежит к так называемому «потерянному поколению», став одним из немногих выживших в 1990-х годах талантливых представителей татарской молодёжи. По некоторым оценкам, его творчество не имеет аналогов в татарской литературе, Аймет единственный связывает между собой поэзию Р. Зайдуллы и Г. Мурата с поколением Ю. Миннуллиной и Р. Мухаметшина.
Аймет является представителем новой поэзии Татарстана, сочетающим в своём творчестве традиционную татарскую поэтику с новыми интонациями и образами. Поэт следует эстетическим принципам шестидесятников, а его стиль характеризуется как бунтарский, экзистенциалистский. Если в татарской литературе 1960—1980-х годов мирообразие порождалось внешними обстоятельствами или осознанием зависимости человека от них, то в поэзии рубежа XX—XXI веков источником хаотической картины мира выступили внутренние ощущения, движения души, что наиболее полно отразилось в творчестве Аймета. Результатом творческих экспериментов в застойной татарской поэзии, сопровождавшихся реанимированием модерна и авангарда, появлением поставангарда и постмодернизма, стало возникновение нового поэтического течения, сфокусированного на индивидуальной чувственности. Чувства и переживания лирического героя, его эмоциональные всплески, похожие на «поток сознания», у Аймета достигают такого уровня накала, что будто бы способны изменить окружающую жизнь, превращают человека в особенного, в исключительного, способного сопереживать боли всего человечества. Глубокую боль и печаль в душе героя порождает парадоксальное несоответствие высоких стремлений с необходимостью материального существования, воспринимаемого как трагедия, что создаёт ощущение пограничного состояния. Осознание бессилия личности перед лицом вселенной приводит к появлению фаталистического вывода о том, что судьбу нельзя изменить.
Первая книга стихов Аймета под названием «Шомырт салкыннары» («Черёмуховые холода», 2000) получила высокую оценку Л. Шагирзян, Р. Мустафина, Ф. Гиззатуллиной. Как указывал Р. Файзуллин, Аймет сразу же продемонстрировал профессиональную зрелость и мастерство, чему нельзя научиться, а можно лишь унаследовать от природы. Критикой отмечалось необычное и загадочное название-головоломка, присущее и другим сборникам поэта, таким как «Айның аръягында» («По ту стороны Луны», 2005) и «Бозлы җилкәннәр» («Ледяные паруса», 2016). Книга же 2000 года стала первой в татарской поэзии, где концепция лирического героя была представлена по-новому. Так, в стихотворении «Кошмы? Колмы?» («Птица ли? Раб ли?») болезненное состояние собственного «я» лирического героя объясняется тем, что он «замыслен» быть свободным, но рождён рабом. Такая антиномия между материальной и духовной составляющими присуща авангардизму, а риторика стихотворения наполнена экспрессией. По мнению поэта, часто причина переживаний кроется в самой сущности человека. Его душа и тело не соответствуют друг другу, человек стремится к высоте, но не имеет крыльев, хоть и констатируется, что он — «из племени птиц». Этот мотив ещё более раскрыт в стихотворении «Тантана» («Торжество»), где люди представлены в виде птиц, но с подрезанными крыльями. Лирический герой с «окровавленными крыльями живёт и на земле, и на небе», однако он одинок в своём земном существовании среди беснующейся толпы и находит родственные души лишь среди «травинок и листьев». Герой не пытается переменить толпу в сторону самосовершенствования, а только поёт о своём внутреннем состоянии хаоса и печали, причины которого ясно не указаны в стихотворении, что даёт возможность для его толкования каждым читателем по-своему.
Мир будет жить, как жил он и при мне,

не заржавеет золото от горя,

не рухнут горы, и, конечно, не

исчезнут волны на просторах моря.
Как и при мне, сведут вас вновь с ума

цветы, качая нежно головами.

Пойдут дожди, завьюжит путь зима…

…И лишь — меня уже не будет с вами…
Как указывал Т. Галиуллин, несмотря на то, что Аймет — доброжелательный и жизнерадостный, молодой современный поэт, его стихи будто бы написаны пожилым человеком, погрузившимся в свой внутренний мир в ожидании конца жизни. Бинарные оппозиции (надежда и разочарование, любовь и предательство, жизнь и смерть, вселенная и клетка) лежат в основе изображаемого бытия, которое пронизано мотивами темноты, беспомощности, депрессии. Создавая большое полотно «пространства времени» посредством своих размышлений и озарений, Аймет при этом очень чётко видит красоту добра и уродство зла. Центральным образом-символом его поэзии, проходящим через всё творчество, является моң — печальная мелодия души народных песен, непереводимое выражение, в котором отражён духовный мир и история татарской нации. Значительное влияние на философскую концепцию поэта оказали ислам и мусульманская культура, что выражается в создании образов и мотивов на уровне национальных архетипов.
Иногда в стихах Аймет отвечает критикам, упрекающим его в излишней грусти и унынии, как, например, в стихотворении «Моңсу, дисең…» («Тоска»), указывая, что это не ново, «ведь как пули, свищут вести у виска», «куда ни глянь — одна тоска», и именно ощущение несправедливости мира приводит к тяжёлым чувствам. Тем не менее в таком пресыщении миром и упадничестве Аймет не капитулирует перед обстоятельствами, в чём следует татарским литераторам начала XX века, сумевшим образно отразить все катастрофические перемены общественно-политической жизни. Поэт проводит мысль о том, что внутренняя глубина, красота и сила человека заключается в способности эмоционально воспринимать бытиё и смысл жизни, в умении пережить сильные эмоции и жить дальше. Сам же Аймет считает, что главная цель поэзии — заставить человека забыть о трудностях повседневной жизни.
Видать, судьба идет ко мне,

свершая путь окружный.

И, как жемЧУЖина на дне,

лежу, всем ненужный.
Пью отЧУЖдения вино,

спиваясь, как пьянЧУЖка.

Шепну в конце, словно в кино:

«Эх, коротка кольЧУЖка!…»
Иногда причины переживаний своего лирического героя Аймет выражает посредством ключевого слова или фразы, принимающей символический вид. Например, само название стихотворения «Ярты юлда» («На полпути») указывает на незавершённость начатых дел и быстротечность человеческой жизни. Лирический герой находится в глубокой печали, он уподобляется вокзалу, где буквально на полпути не могут разъехаться поезда. Героем констатируется «остановка» своих годов, «остановка сердца, готового разорваться», «остановка судьбы на безмолвном обрыве», однако причины такой «вселенской» боли, приостановившей движение жизни, не раскрываются и тут. Во множестве стихотворений Аймет связывает хаотичность переживаний, печаль и боль с осознанием конечности бытия, сопровождающимся детальным «вещным» описанием.
Сопоставление «вещной» картины с эмоциональным состоянием героя наделяет стихотворения таинственностью и символизацией, как, например, в стихотворении «Сон» («Төш»), где яблоко-надежда превращается в опавшее, в несбывшуюся мечту. В стихотворении «Җәйнең соңгы җыры» («Последняя песня лета») причудливые формы прощания с несбывшимися надеждами принимают проводы лета. Герой указывает, что «зелёная птица» души не умрёт, а лишь уйдёт «в объятия горящих пестрых цветов», его тепло сохранится в «цепочке диких гусей — светлой печали», последний вздох ляжет туманом, а слёзы подобны осеннему дождю, что создаёт картину смены времён года. Такое олицетворение лирического героя, его соположение с уходящим летом посредством субъектных метаморфоз превращает стихотворение в монолог человека, осознавшего конечность бытия, пропускающего через своё сердце и душу все перемены мироздания.

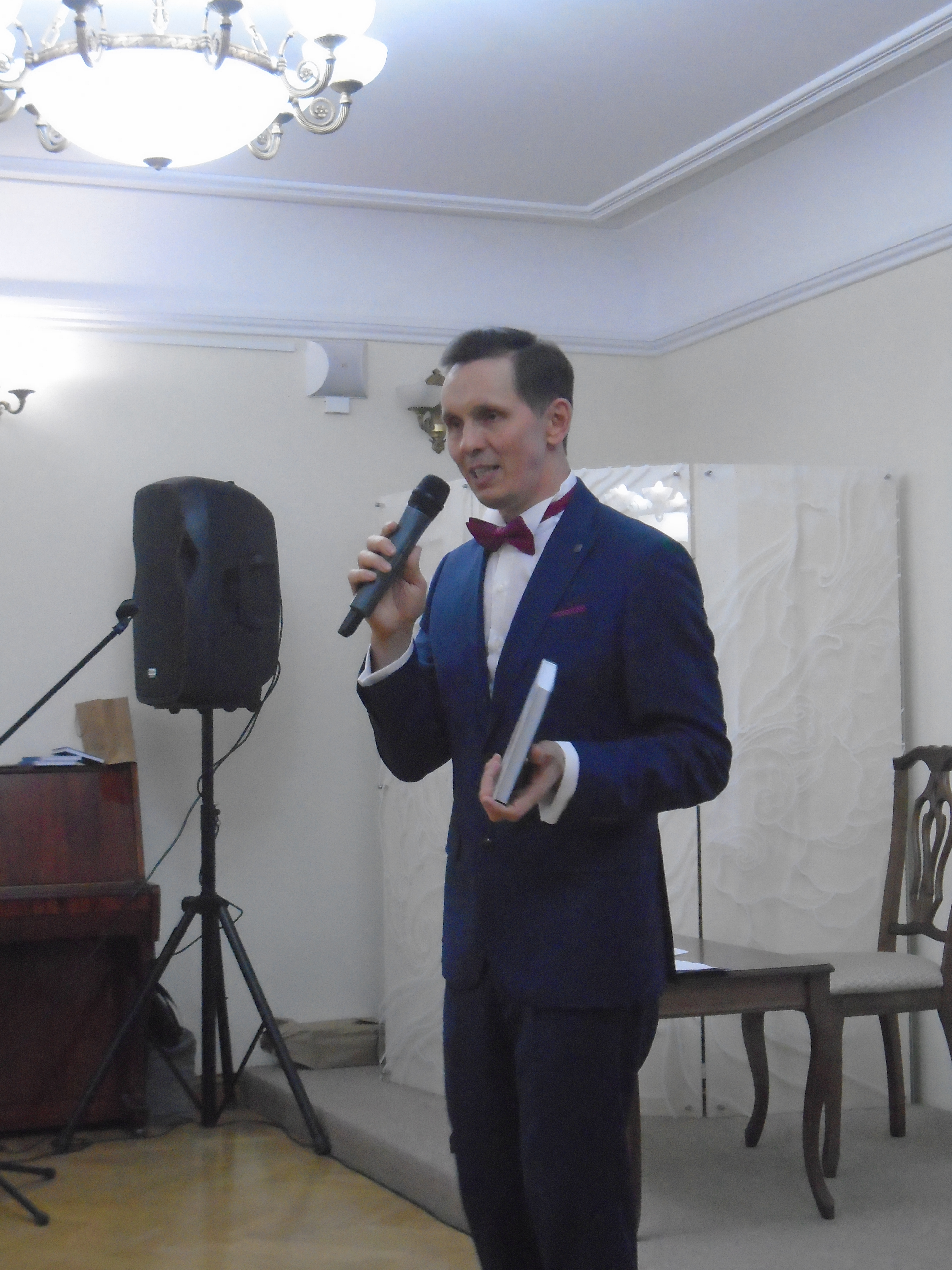
Рамис Аймет на презентации своей книги, 2024 год

В любовной лирике Аймета наблюдается такая же индивидуализация переживаний героя, как, например, в стихотворениях «Китү» («Отъезд»), «Син киткәч» («Когда ты ушла»), «Ул төнне дә» («И в ту ночь»), «Элегия», где недостижимость счастья становится причиной хаотичности и болезненности. Такие произведения Аймета наполнены мотивами сожаления, отъезда, прощания, разлуки, настраивают читателя на сентиментальный лад. Например, в стихотворении «Сукыр тәкә» («Игра в жмурки») героя увлекает таинственная красивая девушка, которая завязывает ему глаза и убегает в сторону утренней зари — «до сих пор ночами снится шаль твоя, пылая ало», «ты взмахнула ей как птица и в заре тебя не стало». Чувства всегда доводятся до крайности, лирический герой чувствует себя в полном одиночестве от утраты любви, как в стихотворении «Без генәме?» («Только ли мы?»), где потеря возлюбленной равнозначна исчезновению любви во вселенной.
Источником вдохновения поэт считает женщину, остающуюся высшим существом, богиней, загадкой лишь на время, до постоянных отношений, когда восприятие может отклониться от идеала. По собственным словам, хочет создать семью и вырастить дочь, но у большинства девушек очень много «должен» по отношению к мужчинам, и они не могут принять его и понять как творческую личность. Сам часто влюбляется, но полагает, что семья мешает творчеству, считая, что лишь немногие женщины могут подарить поэту счастье. При этом Аймет указывает, что людям доступно чувство любви, стоит лишь своё «сердце сонастроить с Вселенским Сердцем». По словам коллег, как женой, так и его семьёй является поэзия, Аймет посвятил ей всю жизнь. В своей поэзии Аймет также уделяет внимание острым политическим и национальным проблемам, пытается поднять их на поэтическую высоту с помощью образности. В такого рода стихотворениях явно прослеживается мотив судьбы татарского народа, появляется образ «мы», что выражается как посредством социально-политических лозунгов перестройки, так и в виде душевно-эмоционального отклика лирического героя. Выражая свои мысли посредством риторической формы, Аймет повышает эмоциональный уровень стихотворений, соединяя своё лирическое «я» с нацией, представляя себя живущим жизнью простого народа. Так, в стихотворении «Безнең язмыш» («Наша судьба»), где хоть и используется местоимение «мы», речь идёт о судьбе отдельной личности. Поэт активно обращается к татарской мифологии, его герой становится представителем национального сообщества, однако чувства специально индивидуализируются, а рассуждения о судьбе народа соединены с глубоко личными переживаниями. Именно посредством раскрытия своих сердечных тайн Аймет приходит к проблемам большого мира, своей нации, родного языка. Будучи приверженцем медитативной лирики, подробно анализируя свой собственный мир, поэт неизбежно подходит к горькой судьбе татарского народа. В стихотворении «Гөлләр чагым эзлим» («Ищу пору своего цветения») именно судьба нации является причиной переживаний героя, однако поэт завляет, что ему некого откликнуть, так как «все вокруг незрячие и глухие».
Стихотворение «Тәрәзә» («Окно»), хоть и следует волне демифологизации советской истории, выражает довольно неожиданную оценку происходящего. Советская идеология загнала народ за «зарешеченные окна», однако крушение этих решёток не рождает, а разрушает мечты лирического героя. В самом начале стихотворения поэт будто случайно упоминает образ «затянутого перепонкой окна» («карындыклы тәрәзә») как символ дореволюционной жизни татар, известный по творчеству С. Хакима. Следовательно, перестройка воспринимается героем как очередное «прорубание окон в Европу», что приводит к «закрыванию» окон души, к отрыву от корней и традиций, от этих самых «затянутых перепонкой окон», становясь причиной нескончаемого хаоса. Отмечая, что татарский народ умел смотреть даже сквозь мутные окна, поэт указывает, что в дальнейшем в них «огромные гвозди забили», и «решётки, как будто короста, их покрыли, чтоб мы позабыли». Метафорично Аймет рассказывает о народной трагедии, продолжающейся на протяжении нескольких столетий, ведь татары перестали быть хозяевами своего дома, земли, богатств. Основой стихотворения «Адашу» («Заблудшие») является мотив бесконечной дороги, где народ также ходит по кругу в непрерывном страдании от прошлого через настоящее к будущему.
Даже в гражданской лирике Аймет выступает индивидуалистом, у которого в этом мире нет никого, кто бы смог его понять и принять. Лирический герой поэта чувствует себя чужим в человеческом обществе, а в своих мечтах исчезает с земли и просит его не искать. Такой герой ощущает себя пришельцем, которому нет равных на земле, как, например, в стихотворении «Автопортрет», где он заявляет о себе как «одинокий луч, отломившийся от луны», «звезда, которая упала не на душу земли, а на землю вселенной». Несмотря на название, Аймет здесь не даёт никаких сведений о себе самом, однако создаёт глубокую философскую характеристику окружающей жизни. Сложная философия стихотворения «Мин әле тумаган…» («Я ещё не родился») представляет лирического героя в качестве «чувственного человека», становящегося «молитвой вселенной». Поэт представляет его «неродившимся», «умирающим не родившись», так как он не может освободиться от «железных решёток» судьбы. Гиперчувствительность героя, одиночество и невозможность его преодоления описаны детализированно, сопровождаясь доверительными рассказами о своём внутреннем мире. Стихотворения отражают мироощущения собственного «я» поэта, и в творчестве Аймета практически нет других людей — есть только «я» и есть бытие, с которым идёт налаживание диалога. Изображаемый мир и эмоции часто варьируются до крайних степеней, герой то стремится к небесам, то опускается в бездну отчаяния и неуверенности. Он как будто застрял между двумя мирами, оставшись в одиночестве в непреодолимой экзистенциальной ситуации. Противопоставление белого и чёрного, дня и ночи, прошлого и будущего, сна и яви, мира и собственного «я» отражает сложные изменения настроения лирического героя. Его противоречивые отношения с макрокосмом находят аналогии в философских воззрениях Х. Туфана, а также А. А. Тарковского.
В самоидентификации героя заметно влияние исторической памяти своего рода, нации, он близок лирическому герою-пророку Г. Тукая. По мнению Т. Галиуллина, Аймет вырос из поэтической школы Х. Такташа, их объединяет манера изображения чувств и переживаний, такое же раскрытие энергетики языка и созвучие внутреннего подтекста. Не относя поэта к кругу символиста-имажиниста К. Наджми, футуристов А. Кутуя и С. Батыршина, критик между тем указывает, что творчество Аймета близко акмеизму и модернизму относительно мотивов одиночества, погружения в мир тишины и безысходности от ощущения того, что народ, свобода, язык, пресса подвергаются притеснениям. Сам Аймет примерами для себя в творчестве считает Дердменда и Р. Ахметзянова, стихи которых также выражают внутреннюю боль и пессимизм автора. Наряду с Зульфатом, поэт признаёт одиночество в качестве состояния, очищающего разум и душу от мирских печалей. Несмотря на влияние различных поэтических школ, использование их открытий и поисков, главной опорой Аймета в творчестве является именно Тукай. Посреди огромного количества тукаевских посвящений он сумел сказать новое слово о личности и творчестве поэта, представив его в качестве борца за свободу нации, разящего пером своих врагов, врагов своего народа. Так, в стихотворении «Ишетелә Тукай ютәле» («Кашель Тукая») Аймет умело сочетает свои точные выражения с собственными словами Тукая, отмечая, что со времён его ухода из жизни «век татарам печали всё множит», они «не выходят из тяжкой спячки», «каждый тянет одеяло на себя», пока родной язык ждёт неминуемой участи, разрубленный кусками на «российской колоде». Склоняясь к публицистичности, иногда даже впадая в ярость, Аймет в стихотворении «Тукай карашы» («Взгляд Тукая») указывает: «если погаснет пламя вдохновения — в Тукая взгляде жар огня возьму». Именно тукаевский огонь ведёт поэта к серьёзным размышлениям о судьбе и будущем татарского народа.
По словам Н. В. Переяслова, «струящиеся, как звонкие родники», стихи Аймета сочетают в себе «необыкновенную лёгкость слога, стремительный полёт ритмов, оригинальную художественную образность и одновременно с этим — философскую глубину, смысловую насыщенность, отчётливо понимаемую символичность и широту охвата человеческих чувств». Гармоничный подбор слов, красота слога и звучания создают у читателя ощущение «традиционности» стихов поэта, чему способствуют и гиперэмоциональность, доверительность тона, индивидуализация переживаний. Звуко-цветовые узоры аллюзий, метафор, мотивов добавляют импрессионистических красок в лирико-психологическое содержание, что позволяет говорить об Аймете как о изящном художнике слова. Поэтические украшения и символические образы в сочетании с хорошим владением стихотворной техникой, педантичным следованием размеру, рифме, количеству слогов в строке, наделяют его стихи музыкальностью, песенностью. Интертекстуальные связи, романтические и экзистенциальные мотивы формируют посмодернистскую цитатную базу произведений Аймета, вступая в дискуссию с традициями поэтов-предшественников. Приоритет эмоциального содержания указывает на уникальность творчества Аймета, субъектом которого является «человек, пишущий стихи». За счёт постоянных переходов между «я» и миром, миром и текстом, лирический герой перестаёт быть героем только своей жизни, но становится и её автором, заняв «внежизненно» активную позицию. На примере творчества Аймета заметна смена литературного кода рубежа XX—XXI веков, сосредоточение на индивидуализме и эмоциональности, взаимосвязанными с дисгармонией и хаотическим состоянием мира.

## Награды
Премии

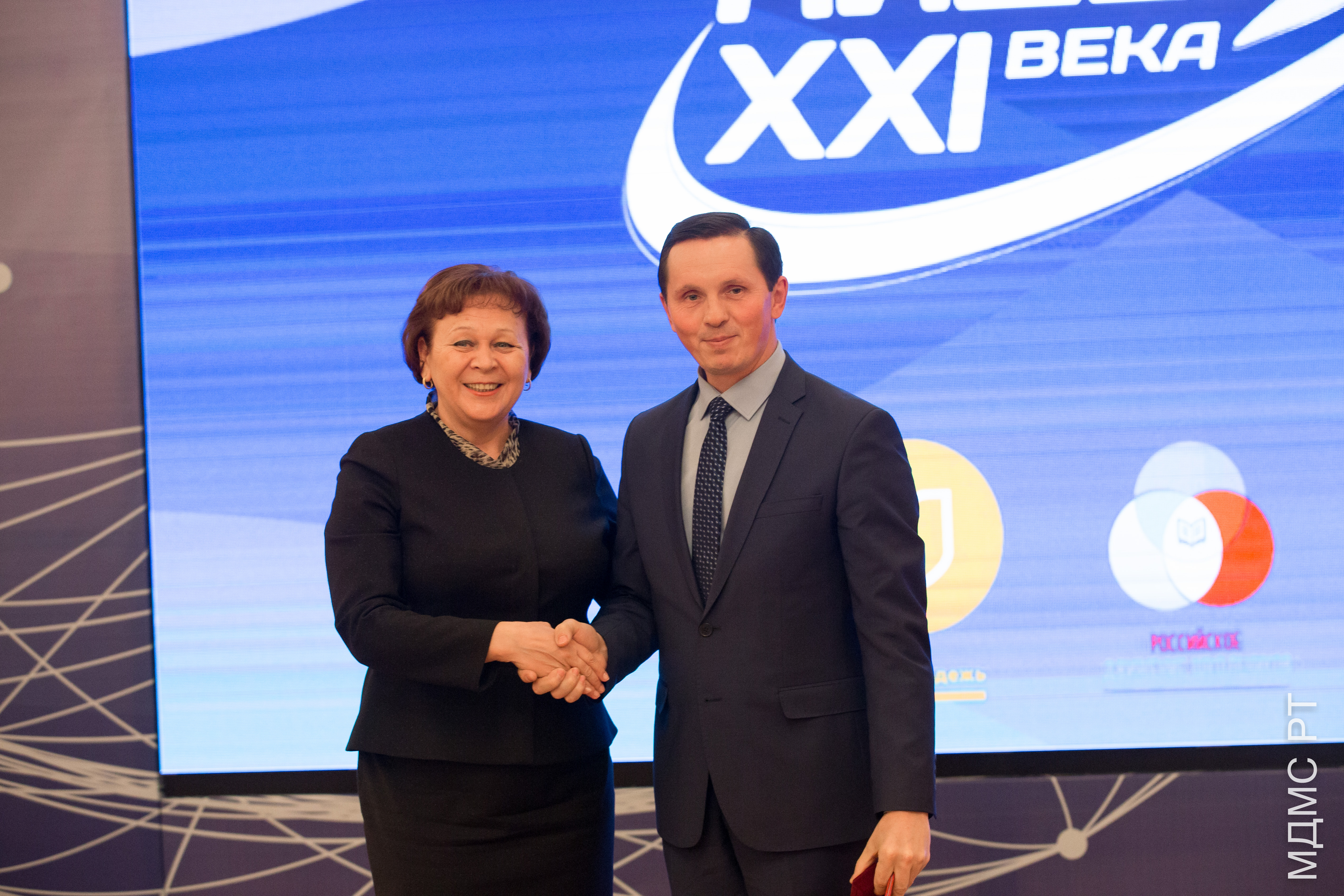
На вручении премии Джалиля, 2017 год

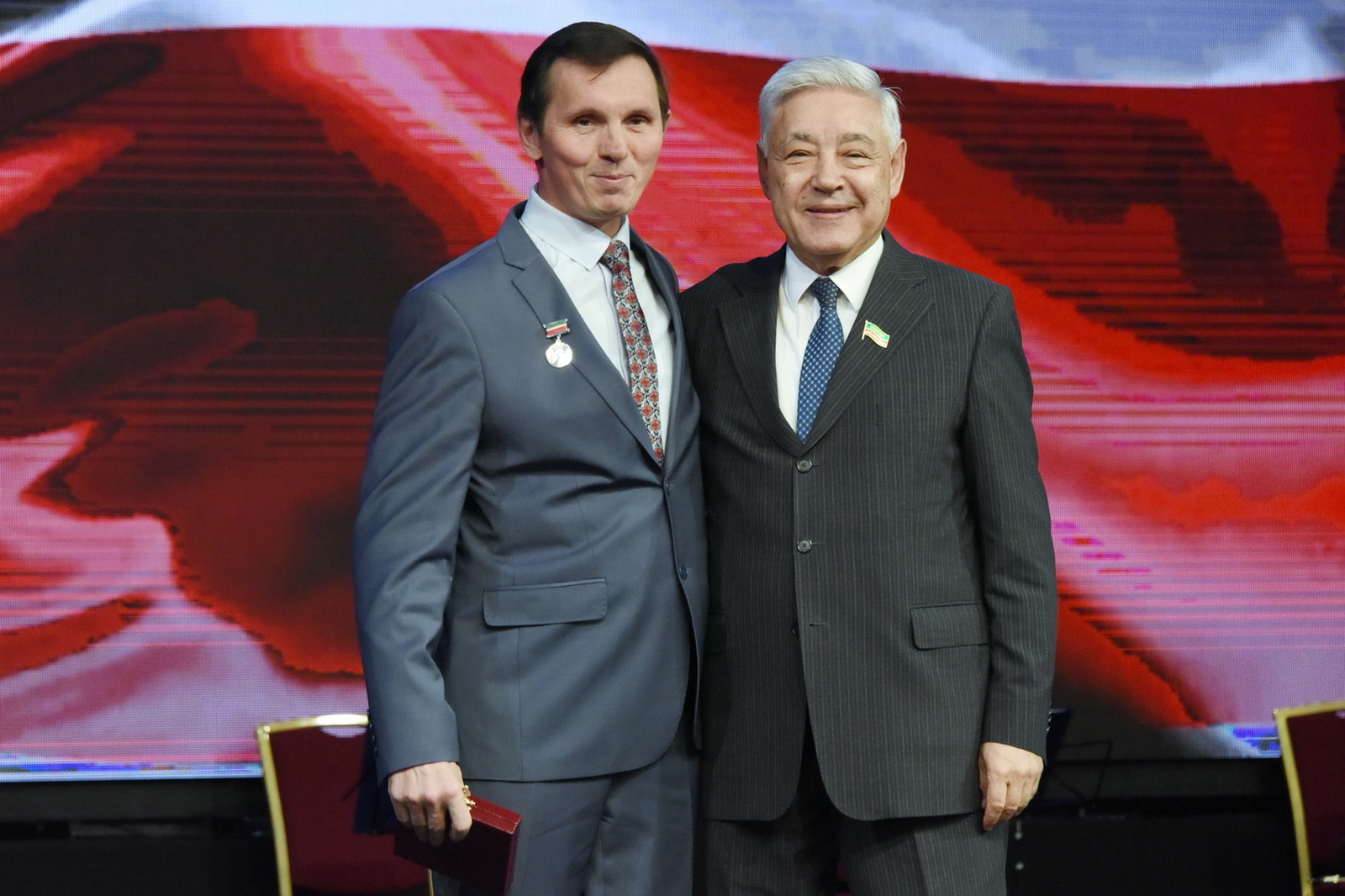
На вручении почётного звания, 2019 год

- Республиканская премия имени Мусы Джалиля (2017 год) — за многолетний вклад и плодотворную работу с творческой молодёжью[93]. Вручена заместителем председателя Государственного Совета Республики Татарстан Р. А. Ратниковой[тат.] на торжественной церемонии в Казанской ратуше[тат.][94].
- Премия имени Хади Такташа (Союз писателей Республики Татарстан, 2012 год)[95].
- Премия имени Хусейна Байкары (Союз писателей Турции[англ.], 2017 год)[96][97].

Звания
- Почётное звание «Заслуженный деятель искусств Республики Татарстан» (2019 год) — за большой вклад в развитие татарской литературы и плодотворную творческую деятельность[98]. Вручено председателем Государственного Совета Республики Татарстан Фаридом Мухаметшиным на торжественном мероприятии в честь 85-летия Союза писателей РТ в комплексе «Корстон»[99].
- Благодарность Президента Республики Татарстан (2018 год) — за многолетний плотворный труд и большой вклад в развитие татарской литературы[100][101].